# Roberto de Bellême, 3.º Conde de Shrewsbury
Roberto de Bellême (c. 1056 – depois de 1130), seigneur de Bellême (ou Belèsme), seigneur de Montgomery, visconde de Hiémois, 3º conde de Shrewsbury e conde de Ponthieu, foi um nobre anglo-normando, e uma das figuras mais proeminentes da competição pela sucessão da Inglaterra e Normandia entre os filhos de Guilherme, o Conquistador. Era um membro da poderosa Casa de Bellême.
Roberto tornou-se notório por sua suposta crueldade. O cronista Orderico Vital o chamou de "ávido e cruel, um perseguidor implacável da Igreja de Deus e dos pobres [...] inigualável por sua iniquidade, em toda a era cristã." As histórias de sua brutalidade podem ter inspirado a lenda de Roberto, o Diabo.

## Início da vida
Roberto era o filho sobrevivente mais velho de Rogério de Montgomery, 1º conde de Shrewsbury e Mabel de Bellême, nascido provavelmente entre 1052 e 1056. Em 1070 após a morte de seu tio-avô Yves, Bispo de Sées, seus pais o trouxeram para Bellême, que na época tornou-se a herança de sua mãe, e como o filho sobrevivente mais velho acabaria herdando.
Em 1073, quando o rei Guilherme, o Conquistador invadiu o Maine, foi nomeado cavaleiro no cerco do castelo de Fresnai. Provavelmente essa altura da idade e independente de seu pai tomou parte na revolta de 1077 do jovem Roberto Curthose contra seu pai. Quando sua mãe, Mabel, foi morta c. 1079, herdou suas vastas propriedades. Mas neste momento o Duque Guilherme tomou a precaução adicional de guarnecer os castelos de Bellême com seus próprios soldados, o que era seu direito ducal. Ao ouvir a notícia da morte do rei Guilherme em 1087, seu primeiro ato foi expulsar a guarnição ducal de todos os seus castelos.

## Rebelião de 1088
No final de 1087 Roberto Curthose, duque de Normandia, tinha mencionado um plano para colocá-lo no trono da Inglaterra no lugar de seu irmão Guilherme II, uma trama que entusiasticamente aprovou e apoiou. Roberto de Bellême, seu irmão Hugo de Montgomery e um terceiro irmão, ou Rogério ou Arnulfo, participaram desta rebelião. Os principais conspiradores, no entanto, foram Odo de Bayeux, Eustáquio III, conde de Bolonha, Roberto de Mowbray, Godofredo de Montbray, Conde Rogério de Montgomery e outros magnatas descontentes. No ano seguinte, na rebelião de 1088, começando na Páscoa os rebeldes queimaram e desperdiçaram propriedades do rei e de seus seguidores. Em algum ponto Rogério de Montgomery deixou de apoiar o duque através de negociações com o rei. Por fim Roberto de Bellême estava entre os rebeldes que se viram defendendo o castelo de Rochester. Quando Guilherme Rufo bloqueou a cidade e construiu dois contra-castelos, a guarnição começou a negociar à rendição em condições honrosas, sendo autorizados a manter suas terras e servi o rei. Isto Rufo recusou; ficou furioso e a princípio queria os traidores enforcados, "ou de alguma outra forma uma execução completamente fora da face da terra." Rogério de Montgomery e outros grandes barões intercederam com o rei, em nome de seus filhos, até que finalmente em julho uma rendição semi-honrosa foi negociada entre o rei e os rebeldes. Rufo, embora relutante, garantiu a vida e integridade física dos rebeldes e deu-lhes salvo-conduto.

## Retorno à Normandia

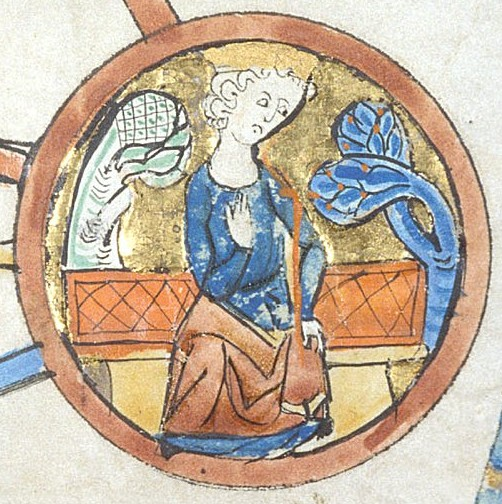
Representação do século XIII de Henrique I.

Coincidentemente Roberto navegou de volta para a Normandia na companhia do conde Henrique (mais tarde rei Henrique I), que não fez parte da conspiração contra o seu irmão Guilherme Rufo. Eles se deram bem na viagem, estavam destinados a se tornarem amargos inimigos. Mais uma coisa que eles compartilhavam em comum era o ressentimento extremo por Odo, Bispo de Bayeux, que, banido da Inglaterra, tinha retornado à Normandia antes de Henrique e Roberto. Henrique com apenas 20 anos de idade era agora suserano de Odo, o qual o bispo ressentia fortemente, e Roberto de Bellême, uma força destrutiva poderosa e perigosa na Normandia, agora estava livre para fazer o que desejasse. Odo, que detinha grande influência sobre o Duque Roberto, o convenceu de que tanto Henrique e seu companheiro de viagem Roberto de Bellême agora estavam conspirando com Guilherme Rufo contra ele. Ambos Henrique e Roberto foram apreendidos enquanto desembarcaram e, ambos colocados sob custódia do Bispo, foram presos; Henrique em Bayeux e Roberto em Neuilly-ll'Evêque, hoje Neuilly-la-Forêt.
Ao ouvir que seu filho foi preso o conde de Shrewsbury foi imediatamente para a Normandia e colocou todos os seus castelos em um estado de prontidão contra o duque. Neste ponto, a família Montgomery estava em um estado de rebelião contra Roberto Curthose. Bispo Odo havia instigado o duque normando a tomar todos os castelos de Roberto de Bellême à força e o duque reuniu um exército e procedeu contra eles. Roberto Curthose atacou primeiro Ballon e depois de perdas de ambos os lados, o castelo se rendeu. Movendo-se para o castelo de Saint-Céneri onde a família de Roberto de Bellême residia, Roberto Quarrel foi solicitado pelo conde Rogério a resistir ao duque a todo o custo e isso foi feito até que as disposições acabaram fracassando. O governante normando ficou tão enfurecido com tal resistência que cegou Roberto Quarrel e mutilou os defensores do castelo. Neste ponto, perdeu o interesse na tentativa de capturar mais dos castelos de Roberto de Bellême, dissolveu as forças e voltou para Ruão. Conde Rogério mandou enviados de paz ao Duque e o convenceu a liberar seu filho, o que ele fez caprichosamente. O preço da libertação de seu filho, no entanto, foi o castelo de Saint-Céneri o qual o duque normando deu a Roberto Giroie como castelão. Os Giroies tinham mantido o castelo por muito tempo, até que, como castigo por sua rebelião nas década de 1060, Guilherme, o Conquistador, o deu junto de suas outras terras para Rogério de Montgomery, que, como um membro da família Bellême, também era considerado seu nêmesis.
Em 1090 Roberto estava de volta as boas graças de Roberto Curthose, Orderico Vital o chamou de "conselheiro principal" do duque normando. Ele apoiou Curthose a derrubar uma revolta dos cidadãos de Ruão, em 1090, e levou um número considerável de cidadãos em cativeiro os jogando em masmorras. De acordo com Roberto de Torigni, em 1092, os habitantes de Domfront, um reduto de Bellême-Montgomery, convidaram Henrique, irmão mais novo do duque para tomar posse do feudo. Aparentemente, tinham crescido cansados do estilo opressivo e abusivo de Roberto no senhorio. Nenhuma explicação foi oferecida para o que aconteceu com a guarnição de Roberto de Bellême ou quem exatamente facilitou a aquisição sem derramamento de sangue. Além disso solicitou nesse mesmo ano a manter Bellême na coroa francesa em vez da coroa ducal.
Em 1094 seu pai, o conde Rogério, morreu. Seu irmão mais novo Hugo de Montgomery, 2º conde de Shrewsbury herdou as terras inglesas e títulos, enquanto Roberto herdou as propriedades normandas de seu pai, o que incluiu boa parte do centro e sul da Normandia, as parte adjacente aos territórios de Bellême já tinha herdado de sua mãe.

## Guilherme Rufo (1096–1100)
Em 1096, Duque Roberto levou a cruz na Primeira Cruzada e deixou a custódia do ducado a seu irmão Guilherme Rufo, rei da Inglaterra. Roberto de Bellême recuperou o favor de Rufo e ele e seus irmãos estavam a seu serviço em várias ocasiões. Em 1098 ele capturou Elias I, conde do Maine para o rei, um feito significativo.
No mesmo ano seu irmão mais novo Hugo morreu, e Roberto herdou, mediante o pagamento de 3 mil libras em relevo, as propriedades inglesas que tinha sido de seu pai, incluindo a Rape de Arundel e o condado de Shrewsbury. Roberto também tinha adquirido a corte de Ponthieu jure uxoris e a honra de Tickhill; todos os quais combinados lhe fizeram o magnata mais rico da Inglaterra e Normandia.
Com a morte de Rufo em agosto de 1100, Henrique I tomou o trono inglês antes que seu irmão Roberto Curthose o pudesse reivindicar. Enquanto Roberto correu à Inglaterra para prestar homenagem a Henrique, ele e seus irmãos devem ter visto isso como o fim do favor real para os Montgomerys.

## Guerra civil anglo-normanda de 1101

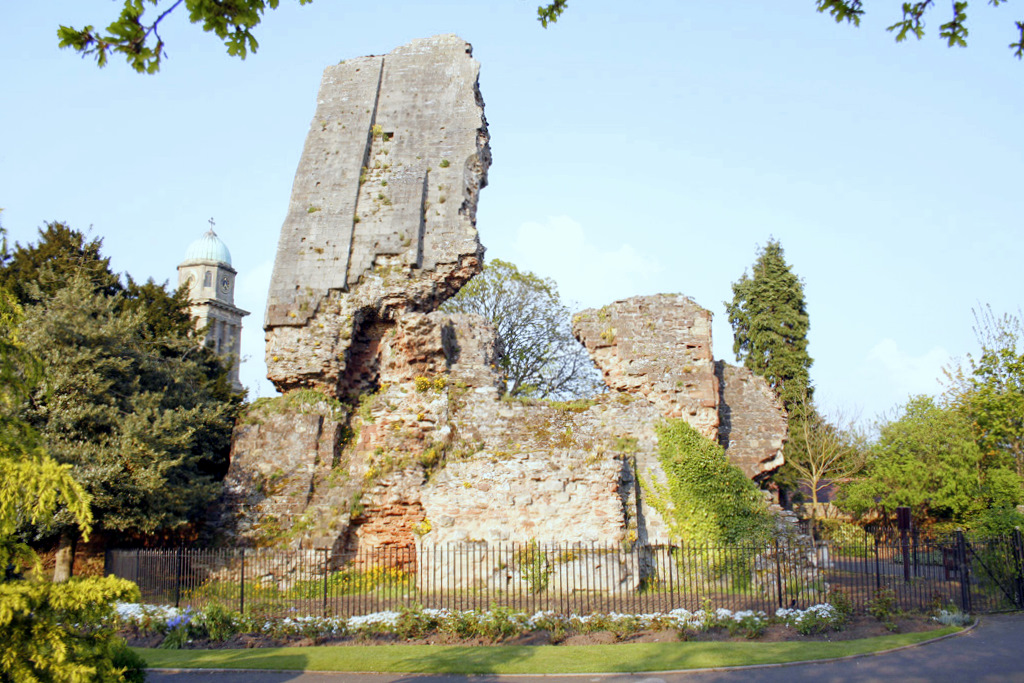
Ruínas do castelo de Bridgnorth.

Roberto Curthose voltou da Primeira Cruzada em triunfo. De acordo com Orderico, estava sendo incentivado a atacar Henrique por seus barões, mas permaneceu indeciso até Ranulfo Flambardo, havendo escapado da Torre de Londres, fugiu para a Normandia, onde parece ter influenciado o Duque Roberto a ir em frente com a sua invasão da Inglaterra e depor seu irmão Henrique. Roberto de Bellême foi um dos grandes magnatas que se juntaram a invasão da Inglaterra em 1101 organizada pelo duque, junto com seus irmãos Rogério de Poitevin e Arnulfo de Montgomery, e seu sobrinho Guilherme, Conde de Mortain. No entanto, esta invasão que visava depor Henrique I, terminou sem derramamento de sangue no Tratado de Alton, que pediu anistia aos participantes, mas permitiu que os traidores fossem punidos. Rapidamente se tornou evidente que o rei inglês não tinha intenções de cumprir o tratado; "Acalme-os com promessas", aconselhou Roberto, Conde de Meulan pouco antes da batalha, então eles poderão ser "conduzidos para o exílio".
Henrique I levou um ano para compilar as acusações contra o conde Roberto e seus irmãos e, especificamente, a construção de seu castelo sem licença, o Castelo de Bridgnorth, pode ter sido a gota d'água para o rei inglês. Henrique teve uma série de encargos elaborados contra seu irmão em 1102, e quando o duque recusou-se a responder, reuniu suas forças e cercou e capturou os castelos ingleses de Roberto. Curthose perdeu suas terras e títulos ingleses (como fez seu irmão), foi banido da Inglaterra, e voltou à Normandia.
Em 1105 estava guerreando com Rotrou III, conde de Perche por uma grande parte de suas terras em Bellême e perdeu. Naquele mesmo ano, atacou uma força de apoiantes de Henrique, em seguida, foi para a Inglaterra antes do Natal para tentar fazer as pazes com o rei, mas voltou à Normandia de mãos vazias.

## Batalha de Tinchebray e rescaldo

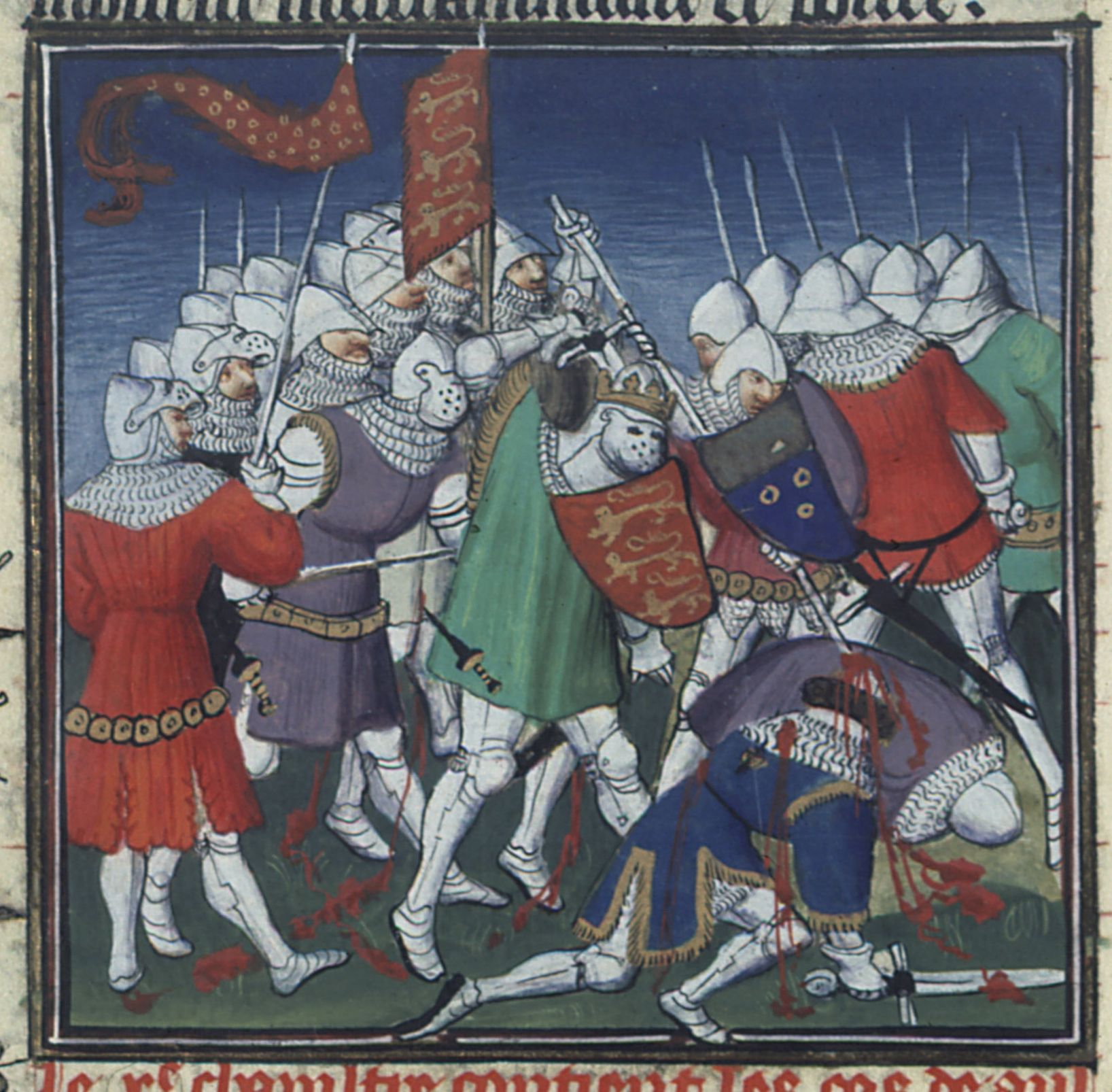
Imagem do século XV da Batalha de Tinchebray.

Em 1106 foi um dos comandantes de Curthose na Batalha de Tinchebray comandando a divisão traseira e, quando a batalha virou a favor de Henrique, ele e a maioria das pessoas consigo evitou a captura fugindo da batalha. Com a Normandia agora sob o governo de Henrique, Roberto de Bellême submeteu-se e foi autorizado a manter seus feudos normandos e seu cargo como visconde de Hiémois.
Mas Henrique ainda estava desconfiado dele e colocou seus seguidores em posições-chave na Normandia. Na rebelião de 1110-12 barões na fronteira do ducado estavam descontentes com as políticas do rei inglês e, especialmente, sua tentativa de assumir a custódia de Guilherme Clito, filho de Roberto Curthose. De acordo com Orderico, Roberto desempenhou um papel central nessa rebelião após a morte de Elias I, conde do Maine em julho de 1110. Em 1112 foi enviado como emissário do rei francês para Henrique I em sua corte em Bonneville para negociar a libertação do duque, enquanto Henrique o aprisionou. Aparentemente Henrique já tinha encargos preparados; não compareceu na corte real após ser convocado três vezes, deixou de prestar contas e agindo contra os interesses do seu senhor. Tecnicamente Roberto pode ter sido culpado, mas sem dúvida que não era seguro para ele atender Henrique, ele pode ter considerado as receitas como presentes e também é discutível se a acusação de agir contra os interesses reais justificavam a severidade da punição. Além disso estava sob a proteção do rei como emissário enviado para negociar a liberação de Roberto Curthose. Isso deu ao ato implicações internacionais, mas no momento Luís VI de França e Henrique I eram intrigantes um contra o outro de modo que a quebra de protocolo não foi punida. Mas, com a prisão de Roberto a rebelião contra Henrique entrou em colapso. O duque de Normandia passou o resto de sua vida como um prisioneiro; a data exata de sua morte não é conhecida.

## Personalidade
Orderico Vital retrata Roberto de Bellême como um vilão, especialmente quando comparado com Henrique I, cujos delitos o cronista considerava desculpáveis. O chamou de "ávido e cruel, um perseguidor implacável da Igreja de Deus e dos pobres [...] inigualável por sua iniquidade, em toda a era cristã." Para citar David C. Douglas "Orderico, se crédulo, não era nem malicioso, nem um mentiroso; e esses relatos preocupavam as pessoas de quem tinha um conhecimento especial" [referindo-se à família Bellême-Montgomery]. Entretanto, pode ter sido fortemente tendencioso contra Roberto de Bellême e seu tratamento desse magnata desmente uma interpretação moral de suas ações. A base para a animosidade do cronista em sua direção e seus antecessores de Bellême era a amarga rixa de longa data entre a família Giroie, patronos de sua Abadia de Saint-Evroul, e a família de Bellême. Guilherme Talvas (de Bellême), o avô de Roberto, tinha cegado e mutilado Guilherme Fitz Giroie. Por vezes tomou posse de propriedades da igreja e não foi um grande doador de qualquer casa eclesiástica. Mas as suas atitudes relativas à igreja são típicas de muitos de seus contemporâneos; certamente não era pior do que os governantes seculares e outros magnatas de sua época. A avaliação de Guilherme II Rufo por R.W. Southern poderia também aplicar-se a Roberto de Bellême dessa maneira: "Sua vida foi dedicada a projetos militares, e à captação de dinheiro para torná-los possíveis; por tudo o que não ministrou a esses fins, demonstrou um desprezo supremo".
De acordo com William Hunt no Dictionary of National Biography, várias histórias de sua brutalidade circularam após sua morte, possivelmente inspirando a lenda de Roberto, o Diabo, um cavaleiro normando sadicamente cruel gerado pelo próprio Satanás. No Maine "suas obras permanentes são apontadas como as obras de Roberto, o Diabo, um sobrenome que foi transferido dele para o pai do Conquistador."

## Família e descendência
Casou-se com Inês de Ponthieu, antes de 9 de setembro de 1087, e juntos tiveram um filho:
- Guilherme II de Ponthieu, que por sua mãe herdou o condado de Ponthieu.[23]